# Hungerus Frisus
Hungerus Frisus, oder auch einfach Hunger, (* um 800 in Friesland; † 22. Dezember 866 in der Abtei Prüm) war Kanoniker in Utrecht und dann von 854 bis zu seinem Tode Bischof von Utrecht. Er hatte anfangs ein gutes Verhältnis mit dem Wikingerfürsten Rörik von Dorestad, der Utrecht und fast das gesamte Friesland um 850 unter seine Herrschaft gebracht hatte, und Rörik ließ sich später sogar taufen. Wiederholte Wikingerüberfälle zwangen Hunger und den Utrechter Klerus schließlich doch, 858 nach St. Odilienberg, Roermond und schließlich nach Deventer zu fliehen und von dort aus zu amtieren.
Hunger scheint ein gottesfürchtiger Mann gewesen zu sein, der sich im Gegensatz zu seinem Vorgänger Liudger nicht mit selbstsüchtiger Familienpolitik befasste. In der Sache der kinderlosen Ehe Kaiser Lothars II. mit Teutberga verteidigte er aus theologischen Gründen die Unauflösbarkeit der Ehe.
Hunger starb am 22. Dezember 866 in der Abtei Prüm in der Eifel. Er wurde später heiliggesprochen, und sein Gedenktag ist der 22. Dezember.